# 유럽 고속도로 932호선
유럽 고속도로 932호선(European route E932)은 부온포르넬로에서 카타니아까지 이르는 총 연장 161 km의 거리를 이루는 B-클래스급 고속도로이다.

## 주요 경유지
- 이탈리아
  - E90 부온포르넬로(이탈리아어판)
  - 엔나
  - E45 카타니아